# Prionostemma glieschi
Prionostemma glieschi is een hooiwagen uit de familie Sclerosomatidae.